# لي فيتزجيرالد
لي فيتزجيرالد (بالإنجليزية: Lee Fitzgerald)‏ هو عالم زواحف وعالم حيوانات أمريكي، ولد في 1955 في باسادينا في الولايات المتحدة.